# Stanisław Starowieyski
Stanisław Starowieyski (25. prosince 1866 Bratkówka – 9. dubna 1926 Krakov) byl rakouský politik polské národnosti z Haliče, na počátku 20. století poslanec Říšské rady, v meziválečném období poslanec polského Sejmu.

## Biografie
Od roku 1907 do roku 1914 zasedal coby poslanec Haličského zemského sněmu. V době svého působení v parlamentu se uvádí jako rytíř a statkář v obci Bratkówka u města Krosno. Patřil mezi hlavní postavy politického katolicismu v Haliči. Byl redaktorem listu Ruch Katolicki ve Lvově a prefektem mariánské kongregace v Krakově.
Působil také coby poslanec Říšské rady (celostátního parlamentu Předlitavska), kam usedl ve volbách do Říšské rady roku 1911, konaných podle všeobecného a rovného volebního práva. Byl zvolen za obvod Halič 51.
Uvádí se jako polský konzervativec. Po volbách roku 1911 byl na Říšské radě členem poslaneckého Polského klubu.
Veřejně a politicky činným zůstal i v meziválečném období. Od roku 1919 do roku 1922 byl poslancem polského ústavodárného Sejmu. Zastupoval poslanecký Klub Pracy Konstytucyjnej.
Zemřel v dubnu 1926. Jeho synem byl blahoslavený Stanisław Kostka Starowieyski (1895–1941).